# Girolamo Arganini

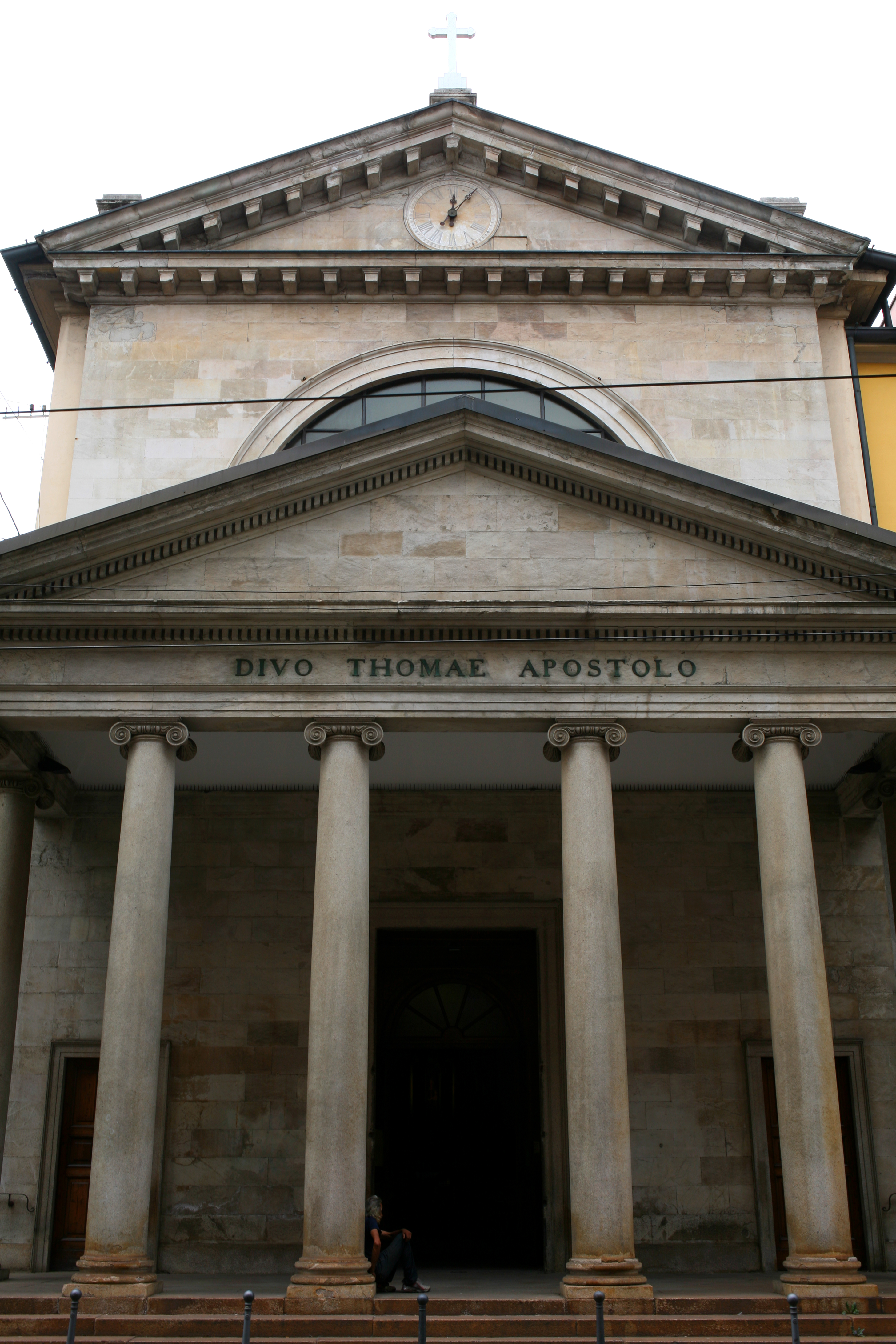
Fachada de la iglesia de San Tomaso in Terramara de Milán.

Girolamo Franco Pasquale Arganini (Valganna, 27 de septiembre de 1764 - ibidem, 19 de agosto de 1839) fue un arquitecto italiano. Alumno de Simone Cantoni, fue un firme seguidor de las tendencias neoclásicas. Se destaca por su pureza de líneas, la fachada de la iglesia de Santo Tomás de Terramara en Milán. Trabajó en diversas comisiones de varias familias ilustres milanesas, como la "Sala d'Oro" del Palacio Spínola o el Palacio Borromeo d'Adda.